# Costa Daurada
Costa Daurada (katalanska; spanska: Costa Dorada, 'guldkusten') är en kuststräcka i Spanien. Den ligger i provinsen Tarragona och regionen Katalonien, vid Medelhavet söder om Barcelona.
Kuststräckan är 92 kilometer lång, alternativt hela 210 km lång. Enligt den senare definitionen går den från Cunit sex mil sydväst om Barcelona, söderut ända till Ebros floddelta eller Alcanar. Kuststräckan ligger i den södra delen av Katalonien, medan Costa Brava ligger norr om Barcelona. Costa Daurada, som har Salou som centralort och Tarragona som största ort, är känd både för sina badorter och för sina många vinodlingar.
Den största staden Tarragona är både industri- och hamnstad. Närbelägna Reus har ett antal hus enligt den katalanska modernisme-arkitekturen, och stilens mest kända företrädare Antoni Gaudí föddes också på orten.
Costa Daurada har länge varit känt som resmål för turister från bland annat Nederländerna och Storbritannien. 2005 inleddes charterturism även från Sverige.
Utefter kustområdet finns Spaniens näst största vinregion, Penedès. Bland områdets inhemska vinsorter finns cava, ett mousserande vin som till 90 procent produceras i kommunen i Sant Sadurní d'Anoia väster om Barcelona.